# 宮崎県道372号塩路佐土原線
宮崎県道372号塩路佐土原線（みやざきけんどう372ごう しおじさどわらせん）は、宮崎県宮崎市を通る一般県道である。

## 概要
宮崎市大字塩路から同市佐土原町下田島に至る。

### 路線データ
- 起点：宮崎市大字塩路（塩路交差点、宮崎県道11号宮崎島之内線交点）
- 終点：宮崎市佐土原町下田島（佐土原町徳ヶ渕交差点・北[注釈 1]、国道10号交点）

## 歴史
- 1995年（平成7年）3月31日 - 宮崎県告示第431号[1]により路線認定される。

## 路線状況

### 道路施設

#### 橋梁
- 栄橋（石崎川）
- 徳ヶ渕橋（天神川）

## 地理

### 通過する自治体
- 宮崎市

### 交差する道路
| 交差する道路             | 交差する場所   | 交差する場所                    |
| ------------------------ | -------------- | ------------------------------- |
| 宮崎県道11号宮崎島之内線 | 大字塩路       | 塩路交差点 / 起点               |
| 国道10号                 | 佐土原町下田島 | 佐土原町徳ヶ渕交差点・北 / 終点 |

### 交差する鉄道
- 日豊本線（高架橋） - 高架橋下は凹地となっているため冠水表示板と柵が設置されており、冠水時は通行止めとなる。

### 沿線
- 宮崎市立福島保育所
- 宮崎市フェニックス自然動物園
- ホンダロック広瀬工場
- 梅田学園自動車学校佐土原校
- 佐土原東工業団地
- 石崎工業団地